# 小行星9240
小行星9240（英語：9240 Nassau）是一颗围绕太阳公转的小行星。1997年5月31日，太空监视在基特峰发现了此天体。
这颗小行星的绝对星等为279.2328914713795等。